# Es ist dir gesagt, Mensch, was gut ist, BWV 45
Es ist dir gesagt, Mensch, was gut ist, BWV 45 (T'ha estat dit, Home, on és el bé), és una cantata religiosa de Johann Sebastian Bach per al vuitè diumenge després de la Trinitat, estrenada a Leipzig, l'11 d’agost de 1726.

## Origen i context
Forma part del grup de cantates de 1726, en què Bach empra els mateixos textos que el seu cosí Johann Ludwig, l'anomenat Bach de Meiningen. Mantenen un esquema general de set números dividits en dues parts (3+4), el quart número, és l'eix de la cantata rodejat de dues àries, números 3 i 5, i dos recitatius, 2 i 6; el primer i l'últim número, van a càrrec del cor, aconseguint així una estructura simètrica; en general contenen una cita de l'Antic Testament i una altra dels evangelis, que dominen la composició En aquest cas, el text té present l'evangeli del dia (Mateu 7, 15-23), molt en concret el versicle "pels seus fruits els coneixereu"; en el primer número, hi intercala un passatge del profeta Miquees (6,8), i un de l'evangeli del mateix Mateu (10,32) en el quart; en el coral final, es canta la segona estrofa de l'himne O Gott, du frommer Gott de Johann Heermann (1630). Les altres dues cantates conservades per a aquest diumenge són la BWV 136 i la BWV 178.

## Anàlisi
Obra escrita per a contralt, tenor, baix i cor; dues flautes travesseres, dos oboès, corda i baix continu. Consta de set números, dividits en dues parts.
Primera part
1. Cor: Es ist dir gesagt, Mensch, was gut ist (T'ha estat dit, Home, on és el bé)
2. Recitatiu (tenor): Der Höchste lässt mich seinen Willen wissen (L'Altíssim m'ha fet saber sa voluntat)
3. Ària (tenor):  Weiss ich Gottes Rechte (Conec els manaments del Senyor)

Segona part
1. Arioso (baix): Es werden viele zu mir sagen an jenem Tage (Molts em diran en aquell dia)
2. Ària (contralt): Wer Gott bekennt  (A aquell qui confessa a Déu la seva Fe)
3. Recitatiu (contralt): So wird denn Herz und Mund selbst von mir Richter sein (Així, la meva boca i el meu cor em jutjaran)
4. Coral: Gib, dass ich tu mit Fleiss (Fes-me complir amb esmerç)

El cor inicial és un exemple magnífic de la tècnica polifònica de l'època madura de Bach, que es desenvolupa en tres fases. Una primera introducció instrumental seguida d'un passatge en estil motet insistint sobre les paraules Es ist dir gesagt (se t'ha manifestat); una exposició de fuga sobre la primera part del text, seguit d'un passatge imitatiu de la segona part; i per acabar, represa total del text sobre els elements musicals de les dues fases anteriors. El tenor canta el recitatiu i ària següents, que clouen la primera part. La segona part, que s'interpretava després del sermó, comença amb un text de l'evangeli del dia, que forma part del Sermó de la muntanya (Mateu, 7, 22-23), en què Jesús, com d'habitual és encarnat pel baix. És un arioso reforçat per les cordes. L'ària de contralt, número 5, recull alguns elements rítmics de l'arioso anterior, però la presència de la flauta li dona un caràcter més íntim, d'acord amb la confessió des del fons del cor, que indica el text. El coral final, canta el text indicat reforçat per les dues flautes, l'oboè i el primer violí. Té una durada aproximada d'uns vint minuts.

## Discografia seleccionada
- J.S. Bach: Das Kantatenwerk. Sacred Cantatas Vol. 3. Gustav Leonhardt, Knabenchor Hannover, Heinz Hennig (director del cor), Leonhardt-Consort, René Jacobs, Kurt Equiluz, Hans-Friedrich Hunz. (Teldec), 1994.
- J.S. Bach: The complete live recordings from the Bach Cantata Pilgrimage. CD 34: Christkirche, Rendsburg; 13 d’agost de 2000. John Eliot Gardiner, Monteverdi Choir, English Baroque Soloists, Robin Tyson, Christoph Genz, Brindley Sherratt. (Soli Deo Gloria), 2013.
- J.S. Bach: Complete Cantatas Vol. 18. Ton Koopman, Amsterdam Baroque Orchestra & Choir, Bogna Bartosz, Christoph Prégardien, Klaus Mertens. (Challenge Classics), 2005.
- J.S. Bach: Cantatas Vol. 46. Masaaki Suzuki, Bach Collegium Japan, Robin Blaze, Gerd Türk, Peter Kooij. (BIS), 2010.
- J.S. Bach: Church Cantatas Vol. 15. Helmuth Rilling, Gächinger Kantorei, Bach-Collegium Stuttgart. (Hänssler), 1999.